# 安德鲁·克尼格

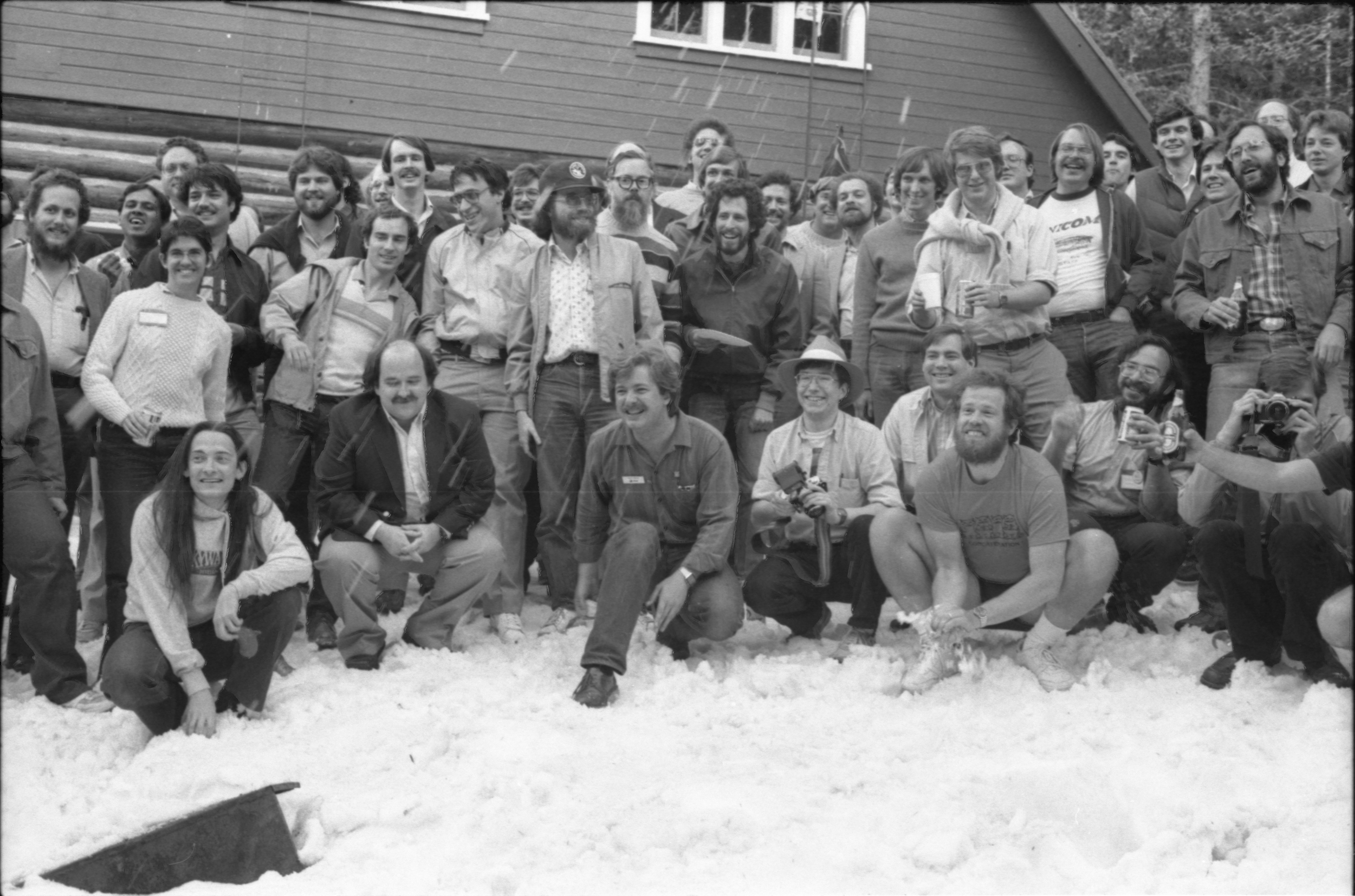
拍摄于1984年Usenix会议期间，其中安德鲁·克尼格为三排左1

安德鲁·克尼格（英語：Andrew Richard Koenig，1952年6月—）是一名计算机科学家与前AT&T和贝尔实验室研究员。他创造了软件工程中“反面模式”一词。同时，他的名字也被用于命名“依赖于实参的名字查找”，即使该工作并非由其完成。曾经担任ISO/ANSI C++标准委员会的“Project Editor”一职。